# Alienatinae
Sous-famille
Les Alienatinae sont une sous-famille d'insectes hémiptères hétéroptères (punaises) énicocéphalomorphes, de la famille des Enicocephalidae, rencontrée dans les Caraïbes, dans le sud de l'Amérique du Nord et en Amérique Centrale. Elle contient un genre actuel et un genre fossile, et une quinzaine d'espèces décrites. 

## Description
Comme tous les Enicocephalomorpha, ces insectes ont une tête allongée, resserrée en arrière des yeux (semblant bilobée), avec des antennes et un rostre de quatre articles. Comme chez les autres Enicocephalidae, le pronotum comporte un collier ainsi que deux lobes, mais chez les Alienatinae, ces deux lobes ne se distinguent que par la sinuation de la marge latérale (chez les mâles ; chez les femelles, les deux lobes sont même indiscernables). Il n'y a pas de fracture costale sur la veine qui borde l'aile antérieure (présente chez les Aenictopecheidae). Les pattes antérieures sont ravisseuses, épaissies notamment au tibia, qui porte des groupes de soies épineuses à son extrémité, sur laquelle se replie le tarse. Les tarses ne comptent qu'un seul article aux pattes antérieures, médianes et postérieures (alors que dans les quatre autres sous-famille d'Enicocephalidae, la formule tarsale est 1, 2, 2). Ils présentent un fort dimorphisme sexuel. Les mâles, qui sont macroptères, avec une vénation de l'aile antérieure très réduite (une à trois veines longitudinales, et entre une et aucune veine transverse), ont des yeux normaux et des ocelles, alors que les yeux sont absents ou réduits à quelques ommatidies chez les femelles, qui sont aptères. Leur taille est très petite, inférieure à 2 mm, et ils ressemblent superficiellement à de petits moucherons,.

## Répartition
Leur répartition est presque exclusivement néotropicale : ils sont présents dans les Caraïbes, au Sud des États-Unis, en Amérique Centrale et au Nord de l'Amérique du Sud,.

## Biologie
Il semble que toutes les espèces vivent dans le sol (A. zaballosi a été trouvé au sol dans le l'humus de Bambura, de cocotier (Cocos nuccifera) et de Calophillum). Ces insectes sont prédateurs de micro-arthropodes. Leur petite taille et l'aptérisme des femelles limitent leurs possibilités de se déplacer.

## Systématique
Cette sous-famille est constituée en 1953 par l'entomologiste américain Harry G. Barber (d), au moment où il décrit son genre type, Alienates et la première espèce découverte, Alienates insularis, des îles Bahamas. Il la sépare ainsi des autres Enicocephalidae connus. Cette division est confirmée par Pavel Štys lorsqu'il établit, en 1989, la classification interne des Enicocephalomorpha, définis en 1975.    
En 1981, deux nouvelles espèces sont décrites par Gene Kritsky (d), A. millsi, de Cuba, et A. barberi (en hommage à Barber) d'Arizona, première espèce trouvée hors des Caraïbes. En 1982, une nouvelle espèce, A. dudichi, est décrite de Sainte-Lucie, toujours dans les Caraïbes, puis, en 1991, à l'occasion d'une révision des Enicocephalomorpha du Nouveau Monde, Pedro Wygodzinsky et Kathleen Schmidt (d) en décrivent huit nouvelles espèces, cinq des Îles Vierges, une de la Jamaïque et trois du Mexique. En 2015 enfin, deux nouvelles espèces sont décrites, l'une de Panama (sur l'île Coibita), l'autre du Vénézuela. Toutefois, les variations au sein des espèces et l'absence de critères très déterminants rendent la distinction des espèces difficile.     
On ne connaît qu'un genre actuel, avec une quinzaine d'espèces décrites. Mais au moins une dizaine d'espèces restent à décrire. Il existe également un genre fossile, †Paralienates, mais dont la séparation avec Alienates est faible,. 

### Fossiles
Des fossiles de trois espèces ont été découverts dans de l'ambre dominicain, deux espèces rattachées au genre Alienates , ainsi qu'une espèce placée dans un genre proche, appelé Paralienates. Les trois espèces remontent au Burdigalien-Langhien (Miocène, entre −20,5 et −14 millions d'années). 

### Liste des genres
Selon BioLib (12 novembre 2023) :
- genre Alienates Barber, 1953
- genre †Paralienates Maldonado-Capriles, Santiago-Blay & Poinar, 1996